# (Почти) пять Докторов: Перезагрузка
«(Почти) Пять Докторов: Перезагрузка» (англ. The Five(ish) Doctors Reboot) — британский комедийный фильм-кинопародия, посвящённый 50-летию научно-фантастического телесериала «Доктор Кто». Вышел в день 50-летия 23 ноября 2013 года на сервисе BBC Red Button сразу после премьеры юбилейного спецвыпуска сериала, эпизода «День Доктора». Название фильма является отсылкой к спецвыпуску к 20-летию сериала «Пять Докторов» (1983).
Автором идеи, сценаристом и режиссёром стал Питер Дэвисон, игравший в сериале роль Пятого Доктора. Вместе с ним в главных ролях в фильме сыграли Колин Бейкер, Сильвестр Маккой и Пол Макганн, которые в сериале исполняли роли шестого, седьмого и восьмого воплощений Доктора. Также в фильме появились на тот момент главные актёры сериала Мэтт Смит и Дженна Коулман, текущий на тот момент шоураннер сериала Стивен Моффат, а также многие другие люди, связанные с историей сериала. Все они играли самих себя в пародийном качестве.
Сюжет концентрируется на вымышленных версиях Дэвисона, Бейкера и Маккоя, которые проявляют недовольство тем, что их не пригласили участвовать в спецвыпуске к 50-летию сериала. Троица погружается в авантюры с целью попасть на съёмочную площадку юбилейного спецвыпуска.
Фильм «(Почти) Пять Докторов: Перезагрузка» был в 2014 году номинирован на премию «Хьюго» за лучшую постановку в малой форме вместе с эпизодами сериала «Имя Доктора» и «День Доктора», документальной драмой «Приключение в пространстве и времени» о создании сериала, эпизодом «Рейны из Кастамере» сериала «Игра престолов» (который в итоге победил) и эпизодом «Вариации в домашних условиях» сериала «Тёмное дитя».

## Сюжет
Актёры Шон Пертви и Оливия Колман обсуждают свои предстоящие проекты. Оба говорят о том, что они не пригласили сняться в фильме «(Почти) Пять Докторов: Перезагрузка», на что Колман жалуется, так как, по её словам, она «обычно везде».
В Рождество 2012 года актёр Питер Дэвисон, исполнявший роль Пятого Доктора смотрит новый рождественский спецвыпуск сериала «Доктор Кто» «Снеговики» вместе с сыновьями Луи и Джоэлом. Они думают о спецвыпуске к 50-летию в следующем году и о том, будет ли Дэвисон участвовать в нём или, возможно, в нём будут только два последних актёра в роли Доктора, Дэвид Теннант (Десятый Доктор) и Мэтт Смит (Одиннадцатый Доктор). Дэвисону снится сон, в котором его приглашают в спецвыпуск и любезничают с ним, но в конце сна появляется Джанет Филдинг (Тиган Джованка) и говорит, что никто не позовёт старых Докторов. В следующие месяцы он, Колин Бейкер (Шестой Доктор) и Сильвестр Маккой (Седьмой Доктор) отчаянно ждут звонка от съёмочной группы. Разочарованный Дэвисон посещает фестиваль фанатов, где его не узнаёт администратор гостиницы, а фанаты пытаются выяснить, будет ли он в спецвыпуске. Он звонит шоураннеру сериала Стивену Моффату, который больше заинтересован в игре с экшен-фигурками Десятого и Одиннадцатого Докторов и удаляет сообщения от Дэвисона, Бейкера, который упоминает, что он был в реалити-шоу «Я знаменитость, заберите меня отсюда!») и Маккоя, который говорит о своей роли в трилогии фильмов «Хоббит».
На очередном фестивале Дэвисон, Бейкер и Маккой с подозрением разглядывают актёра Пола Макганна (Восьмой Доктор). Они решают позвать Тома Бейкера (Четвёртый Доктор), но когда они звонят ему, автоответчик с его голосом говорит, что тот опять застрял во временной воронке. Макганн, который не получил новостей от своего агента по поводу «Доктора Кто», решает примкнуть к делам троицы, но в свободное от работы время. После фестиваля Маккой отправляется в Новую Зеландию для продолжения съёмок «Хоббита», но вскоре возвращается в Англию, так как режиссёр Питер Джексон оставил его без дела. План Дэвисона состоит в том, что они втроём должны устроить пикет с плакатами у телецентра Би-би-си в Лондоне. Тем временем отсутствие Маккоя в Новой Зеландии срывает его сцену с Иэном Маккелленом, хотя тот говорит, что без Маккоя сцена будет даже лучше. Во время пикета мимо актёров проходит Джон Барроумэн (Джек Харкнесс) и говорит им, что съёмки сериала теперь проходят в Кардиффе. Барроумэн бросает свою тайную жену и детей, чтобы отвезти их туда, напевая песни, и дарит актёрам свои CD-диски.
Троица актёров посещает выставку «Doctor Who Experience», крадут костюмы своих Докторов и с помощью Теннанта, который является зятем Дэвисона, проникают в студию Roath Lock. Будучи сперва не уверены, каким образом они должны попасть в спецвыпуск «День Доктора», актёры запирают в комнате операторов далеков и занимают их место на съёмочной площадке. Чуть не попавшись охранникам, они сбегают из студии и отправляются на автобусе обратно в Лондон. Дэвисон получает звонок, который он игнорирует. Звонок был от бывшего шоураннера сериала Расселл Ти Дейвис, который просится принять участие в проекте Дэвисона.
В сцене посреди титров Моффат решает вырезать кадры с бывшими Докторами в роли далеков. Однако монтажёр замечает, что бывшие Доктора проникли в другую сцену спецвыпуска и спрятались под покрывалами, играя зайгонов. Монтажёр скрывает этот факт от Моффата, помогая актёрам принять участие в спецвыпуске.

## Актёры
Большинство актёров появляется в фильме в роли самих себя. В списке указано, каким образом актёры связаны с сериалом «Доктор Кто». Список составлен в порядке появления в фильме.
- Шон Пертви — актёр, сын актёра Джона Пертви (Третий Доктор)
- Оливия Колман — «мать» в эпизоде «Одиннадцатый час» (2010), а также снималась в сериале «Бродчёрч» вместе с Дэвидом Теннантом (Десятый Доктор) и Джоди Уиттакер (Тринадцатый Доктор)
- Питер Дэвисон — Пятый Доктор
- Луи Дэвисон, Джоэл Дэвисон — сыновья Питера Дэвисона
- Мэтт Смит — Одиннадцатый Доктор
- Дженна Коулман — Клара Освальд, спутница Одиннадцатого и Двенадцатого Докторов.
- Стивен Моффат — шоураннер сериала с 2010 по 2017 год
- Хедди-Джой Тейлор-Уэлч — помощница режиссёра с 2007 по 2013 год
- Луиза Кавелл — помощница режиссёра в 2013 году
- Лорен Килкар — помощница по костюмам в эпизоде «День Доктора» (2013)[6]
- Джеймс Дехавиланд — второй помощник режиссёра в сериалах «Торчвуд» и «Доктор Кто» (2006—2017), менеджер по производству (2015—2018)
- Джанет Филдинг — Тиган Джованка[англ.], спутница Четвёртого и Пятого Докторов
- Сильвестр Маккой — Седьмой Доктор
- Колин Бейкер — Шестой Доктор
- Рис Томас[англ.] — комик, актёр, сценарист и фанат сериала
- Джорджия Теннант — Дженни в эпизоде «Дочь Доктора» (2008), Кэсси в анимационной истории «Страна грёз» (2009), дочь Питера Дэвисона (Пятый Доктор), жена Дэвида Теннанта (Десятый и позднее Четырнадцатый Доктор) и продюсер данного фильма
- Оливия Дарнли — актриса, подруга Джорджии Теннант и на тот момент партнёр актёра Адама Джеймса[англ.] (детектив Макмиллан в эпизоде «Планета мёртвых», 2009)
- Ники Уордли[англ.] — Тэмзин Дрю, спутница Восьмого Доктора в аудиопьесах, подруга Кэтрин Тейт (Донна Ноубл)
- Мэрион Бейкер — жена Колина Бейкера
- Кэти Мэннинг[англ.] — Джо Грант[англ.], спутница Третьего Доктора
- Луиз Джеймсон[англ.] — Лила, спутница Четвёртого Доктора
- Кэрол Энн Форд — Сьюзан Форман, внучка и спутница Первого Доктора
- Дебора Уотлинг[англ.] — Виктория Уотерфилд[англ.], спутница Второго Доктора
- Софи Алдред[англ.] — Эйс[англ.], спутница Седьмого Доктора
- Сара Саттон[англ.] — Нисса[англ.], спутница Четвёртого и Пятого Докторов
- Лалла Уорд — Романа II[англ.], спутница Четвёртого Доктора, жена Тома Бейкера (Четвёртый Доктор) с 1980 по 1982 год
- Джон Лисон[англ.] — голос К9[англ.], спутника Четвёртого Доктора и Сары Джейн Смит
- Аннеке Уиллс[англ.] — Полли[англ.], спутница Первого и Второго Докторов
- Лиза Боуэрман[англ.] — Карра в истории «Выживание» (1989), Бернис Саммерфилд[англ.], спутница Седьмого Доктора в аудиопьесах, Саруба Велак в анимационной истории «Страна грёз» (2009)
- Мэттью Уотерхаус[англ.] — Адрик, спутник Четвёртого и Пятого Докторов
- Пол Макганн — Восьмой Доктор
- Джон Калшоу[англ.] — актёр, комик, пародист, голос Тома Бейкера (Четвёртый Доктор)
- Джемма Черчилл — Леди Форлеон в аудиопьесе «Creatures of Beauty[англ.]» (2003), Джин в эпизоде «Деревня ангелов» (2021)
- Люси Бейкер, Бинди Бейкер, Лалли Бейкер, Рози Бейкер — дочери Колина Бейкера
- Бруно дю Буа — помощник режиссёра фильмов трилогии «Хоббит», в которой Сильвестр Маккой играет Радагаста
- Питер Джексон — режиссёр фильмов трилогии «Хоббит» и фанат сериала
- Иэн Маккеллен — Гэндальф в трилогии «Хоббит», голос Великого Разума в эпизоде «Снеговики» (2012)
- Джон Барроумэн — капитан Джек Харкнесс, спутник Девятого, Десятого и Тринадцатого Докторов, главный герой сериала «Торчвуд»
- Сара Чурм[англ.] — играет тайную жену Джона Борроумэна, также играла роль Сары Брайтвейт в сериале «Дома с Брайтвейтами[англ.]» вместе с Питером Дэвисоном
- Элис Найт — играет тайную старшую дочь Джона Барроумэна
- Олив Теннант — играет тайную младшую дочь Джона Барроумэна, дочь Дэвида и Джорджии Теннант
- Ник Джордан — сотрудник выставки «Doctor Who Experience»
- Брэд Келли — коммерческий директор выставки «Doctor Who Experience»
- Дэвид Теннант — Десятый Доктор, муж Джорджии Теннант, дочери Питера Дэвисона, позднее также Четырнадцатый Доктор
- Ричард Куксон — редактор сценария спецвыпуска к 50-летию «День Доктора»
- Элизабет Мортон[англ.] — жена Питера Дэвисона
- Маркус Эллиотт — играет охранника, актёр второго плана в сериале (2005—2014)
- Тай Теннант[англ.] — актёр, сын Джорджии Теннант и приёмный сын Дэвида Теннанта
- Барнаби Эдвардс[англ.] — оператор далеков, режиссёр аудиопьес и партнёр Николаса Пегга
- Николас Пегг — оператор далеков, сценарист и режиссёр аудиопьес и партнёр Барнаби Эдвардса
- Дэвид Траутон[англ.] — играет оператора далеков, сын Патрика Траутона (Второй Доктор), появлялся в историях «Враг мира» (1967—1968), «Военные игры» (1969), «Проклятье Пеладона» (1972) и «Полночь» (2008), а также в аудиопьесах по сериалу и сериале «Очень специфичная практика[англ.]» с Питером Дэвисоном
- Николас Бриггс — играет оператор далеков, голос различных существ в сериале, включая далеков, сценарист, режиссёр и исполнительный продюсер аудиопьес
- Фрэнк Скиннер[англ.] — играет оператора далеков, комик, фанат сериала[7], Перкинс в эпизоде «Мумия в „Восточном экспрессе“» (2014)
- Адам Пол Харви[англ.] — бывший партнёр Джорджии Теннант
- Дерек Ритчи — редактор сценариев с 2013 по 2016 год
- Майкл Хьютон — играет охранника, монтажёр эпох Четвёртого и Пятого Докторов, а также сериала «Очень специфичная практика» с Питером Дэвисоном, охранник Цитадели в эпизоде «День Доктора»
- Дэн Старки[англ.] — играл сонтаранцев (2008—2021), в том числе Стракса
- Расселл Ти Дейвис — шоураннер и главный сценарист (2005—2010 и с 2023 года), вернувший сериал в 2005 году
- Дес Хьюс — линейный продюсер с 2012 по 2013 год
- Габриэлла Риччи — помощница координатора производства с 2012 по 2013 год
- Сандра Косфелд — производственный секретарь (2012—2014), помощница координатора производства (2013—2015), координатор производства (с 2015 года)
- Кристиан Брассингтон[англ.] — актёр, сценарист, Альфред Штальбаум в адиопьесе «The Silver Turk» (2011), мистер Григориан в аудиопьесе «Relative Time» (2019), друг Дэвида и Джорджии Теннант, муж Дженни Фавы, которая была второй помощницей режиссёра сериала (2007—2010) и помощницей режиссёра фильма «(Почти) Пять Докторов: Перезагрузка»

Джемма Редгрейв появляется в последней сцене на мониторе вместе со Смит и Коулман. Голос Джона Хёрта слышен со съёмочной площадки «Дня Доктора», когда туда прибывают Дэвисон, Бейкер и Маккой. Оба актёра не указаны в титрах.
Дэвисон изначально прописал роль для Тома Бейкера. Поскольку Бейкер не ответил на электронное письмо, Дэвисон шуточно использовал тот же клип из незаконченной истории «Шада», который был вставлен в спецвыпуск к 20-летию сериала «Пять Докторов» (1983), где Бейкер отказался сниматься.

## Критика
Бен Лоренс из «The Telegraph» дал фильму 4 звезды из 5, описав его как «милую и часто смешную дань сериалу» и заключив, что это «как и доставляющая удовольствие шутка для посвящённых хувианов, так и озорливый подкол над потребностями актёров». Сравнивая фильм с самии спецвыпуском к 50-летию, критик Роберт Ллойд из «Los Angeles Times» назвал его «по-своему в равной степени чудесным».

## DVD и Blu-ray
23 июля 2014 года было официально объявлено, что 8 сентября фильм «(Почти) Пять Докторов: Перезагрузка» выйдет на DVD и Blu-ray как часть ограниченного издания «50th Anniversary Collectors Edition» вместе с эпизодами «Имя Доктора», «День Доктора», «Время Доктора», мини-эпизодом «Ночь Доктораr» и документальной драмой «Приключение в пространстве и времени».

## Сиквел
В июне 2014 года Пол Макганн заявил, что началось производство над сиквелом. Однако в июле Колин Бейкер опроверг это заявление, сказав, что идеи о сиквеле обсуждались, но он должен иметь хорошую идею и не быть «бледной имитацией», и поэтому к 51-летию сериал он быть приурочен не может. В 2020 году Бейкер рассказал, что есть планы по сиквелу к 60-летию сериала в 2023 году и что Дэвисон, Маккой и Макганн согласны, но Би-би-си, скорее всего, не допустит производство В июле 2023 года Дэвисон заявил о том, что у него есть идея для сиквела, но те люди, кому он показал её, сочли её неприемлемой. В сентябре 2023 года он сказал, что к нему никто не обращался с предложением о производстве сиквела.